# Villalazán
Villalazán – gmina w Hiszpanii, w prowincji Zamora, w Kastylii i León, o powierzchni 15,04 km². W 2011 roku gmina liczyła 317 mieszkańców.